# Халили, Мохаммад Карим
Мохаммад Карим Халили (пушту محمد کریم خلیلي, дари محمد کریم خلیلي; род. 1950, Вардак, Королевство Афганистан) — афганский государственный деятель, занимал должность Второго вице-президента Исламской Республики Афганистан в администрации Хамида Карзая. Халили впервые был назначен временным вице-президентом в 2002 году, а в 2004 и 2009 годах он был избран на эту должность.

## Биография
Мохаммад Карим Халили родился в провинции Вардак, в 1950 году. По происхождению, этнический хазареец. Получил религиозное образование, затем переехал в Кабул. После ввода советских войск в Афганистан, в 1979 году, присоединился к организации Аль-Наср, для борьбы советскими войсками. В 1981 году Халили стал директором центрального офиса Насра в Тегеране и отвечал за координацию отношений с рядом стран, которые поддерживали Афганских моджахедов.
После краха Республики Афганистан в 1992 году, вошёл в переходное правительство моджахедов, занимав должность министра финансов. После смерти Абдула Али Мазари в 1995 году, став лидером партии Хезбе-и-Вахдат. После взятия талибами Кабула в 1996 году, он и его сторонники присоединились к Северному Альянсу. В 2001 году, после вмешательства в войну НАТО, силы Карима Халили взяли Бамиан. В 2002 году Карим Халили был назначен временным вице-президентом в Переходной администрации Афганистана. 7 декабря 2004 года стал вторым вице-президентом Афганистана, пробыв на этой должности до 29 сентября 2014 года.
В мае 2009 года во главе афганской делегации посетил Москву для участия в работе Российско-афганского Форума, посвящённого 90-летию установления дипломатических отношений между Афганистаном и Россией.
С 2017 по 2019 годы был председателем Высшего совета мира Афганистана.